# Komputerowa gra labiryntowa
Komputerowa gra labiryntowa (gra komnatowa, labiryntówka, komnatówka) – gatunek gier komputerowych o charakterze logiczno-zręcznościowym. W Polsce do cech charakterystycznych tego gatunku zaliczano:
- umiejscowienie akcji gry w labiryncie, sieci połączonych ze sobą pomieszczeń. Gry tego rodzaju wymagają zwykle dobrej pamięci i orientacji przestrzennej[2][3];
- brak płynnego przesuwu ekranu – na ekranie widoczne jest tylko jedno pomieszczenie naraz, a gracz, wychodząc poza krawędź ekranu, trafia do kolejnej komnaty[4];
- obecność elementów zręcznościowych (np. unikanie przeciwników) i logicznych (szukanie potrzebnych przedmiotów, odnajdywanie drogi w labiryncie)[2][5];
- brak rozwijającej się w trakcie gry fabuły[2].

W prasie anglojęzycznej funkcjonowało określenie maze game, oznaczające dosłownie „gra labiryntowa”, jednak było ono stosowane szerzej niż w Polsce; stosowano je do wszelkiego rodzaju gier z akcją dziejącą się w labiryncie, niezależnie od stylu rozgrywki.

## Komputerowa gra labiryntowa w Polsce
Prawdopodobnie pierwszą polską grą labiryntową był Wiking z 1987 roku, działający na komputerach ZX Spectrum. W 1990 roku wydana została na komputery Atari XL/XE Misja, która osiągnęła dużą popularność. Sukces gry zachęcił innych programistów do naśladownictwa i w latach 90. powstało w Polsce wiele gier labiryntowych – do najważniejszych należą Miecze Valdgira (1991), Hans Kloss (1992) oraz Electro Body (1992).
Do tego gatunku zaliczano w Polsce także niektóre gry zagraniczne, takie jak pochodzące z lat 80. Jet Set Willy, Knight Lore, Starquake lub Montezuma’s Revenge. W grach tego rodzaju niektórzy autorzy doszukują się protoplastów późniejszych gier przygodowych oraz umiejscowionych w labiryntach gier first-person shooter, takich jak Doom.